# Collegio uninominale Campania 1 - 07 (2020)
Il collegio elettorale uninominale Campania 1 - 07 è un collegio elettorale uninominale della Repubblica Italiana per l'elezione della Camera dei deputati.

## Territorio
Come previsto dalla legge n. 51 del 27 maggio 2019, il collegio è stato definito tramite decreto legislativo all'interno della circoscrizione Campania 1.
È formato dal territorio di 20 comuni della città metropolitana di Napoli: Agerola, Anacapri, Boscotrecase, Capri, Casola di Napoli, Castellammare di Stabia, Gragnano, Lettere, Massa Lubrense, Meta, Piano di Sorrento, Pimonte, Santa Maria la Carità, Sant'Agnello, Sant'Antonio Abate, Sorrento, Torre Annunziata, Torre del Greco, Trecase e Vico Equense.
Il collegio è parte del collegio plurinominale Campania 1 - 02.

## Eletti
| Elezione | Elezione | Deputato      | Partito            |
| -------- | -------- | ------------- | ------------------ |
|          | 2022     | Gaetano Amato | Movimento 5 Stelle |

## Dati elettorali

### XIX legislatura
Come previsto dalla legge elettorale, 147 deputati sono eletti con sistema a maggioranza relativa in altrettanti collegi uninominali a turno unico.
| Candidati                                 | Candidati               | Voti    | %     | Liste                          | Voti    | %     |
| ----------------------------------------- | ----------------------- | ------- | ----- | ------------------------------ | ------- | ----- |
|                                           | Gaetano Amato ✔️ Eletto | 51 083  | 34,26 | Movimento 5 Stelle             | 51 083  | 34,26 |
|                                           | Annarita Patriarca      | 50 697  | 34,00 | Forza Italia                   | 22 602  | 15,16 |
| Fratelli d'Italia                         | Annarita Patriarca      | 50 697  | 34,00 | 20 575                         | 13,80   |       |
| Lega per Salvini Premier                  | Annarita Patriarca      | 50 697  | 34,00 | 5 286                          | 3,55    |       |
| Noi moderati/Lupi - Toti - Brugnaro - UDC | Annarita Patriarca      | 50 697  | 34,00 | 2 234                          | 1,50    |       |
|                                           | Alessandro Ruotolo      | 32 488  | 21,79 | Partito Democratico-IDP        | 23 372  | 15,67 |
| Alleanza Verdi e Sinistra                 | Alessandro Ruotolo      | 32 488  | 21,79 | 3 503                          | 2,35    |       |
| +Europa                                   | Alessandro Ruotolo      | 32 488  | 21,79 | 3 103                          | 2,08    |       |
| Impegno Civico - Centro Democratico       | Alessandro Ruotolo      | 32 488  | 21,79 | 2 510                          | 1,68    |       |
|                                           | Biancamaria Balzano     | 9 368   | 6,28  | Azione - Italia Viva - Calenda | 9 368   | 6,28  |
|                                           | Marco Manna             | 2 331   | 1,56  | Unione Popolare                | 2 331   | 1,56  |
|                                           | Stefania Aversa         | 1 511   | 1,01  | Italexit                       | 1 511   | 1,01  |
|                                           | Monica Natali           | 1 076   | 0,72  | Italia Sovrana e Popolare      | 1 076   | 0,72  |
|                                           | Giuseppe Sorrentino     | 555     | 0,37  | Noi di Centro – Europeisti     | 555     | 0,37  |
| Totale                                    | Totale                  | 149 109 | 100   |                                | 149 109 | 100   |
|                                           |                         |         |       |                                |         |       |
| Schede bianche                            | Schede bianche          | 2 016   | 1,30  |                                |         |       |
| Schede nulle                              | Schede nulle            | 3 732   | 2,41  |                                |         |       |
| Votanti                                   | Votanti                 | 154 857 | 50,62 |                                |         |       |
| Elettori                                  | Elettori                | 305 936 |       |                                |         |       |